# Favolaschia luminosa
Favolaschia luminosa es un hongo del género Favolaschia, esta especie cuenta con bioluminiscencia (verde neón), siendo la cuarta especie de este género que cuenta con esta característica.

## Descripción
Crece en ramitas de Byttneria hirsuta (Malvaceae) dentro del bosque montano boliviano y se caracteriza por pequeños cuerpos en forma de "copa" de color beige pálido a amarillento pálido.

### Distribución y hábitat
Se conoce que esta distribuida en el departamento de La Paz, Bolivia, provincia Sud Yungas. Con tres poblaciones cercanas a Pataloa.